# Idzikowice (stacja kolejowa)
Idzikowice – stacja węzłowa posiadająca bocznice (do zakładów Remtrak), tory dodatkowe i 2 łącznice z linią Tomaszów Mazowiecki – Radom (Idzikowice – Drzewica) tylko ruch towarowy i Idzikowice – Radzice (ruch pasażerski i towarowy). Istnieje tu także przystanek służbowy dla pracowników ZUT Remtrak i PR Idzikowice. W tym miejscu planowano budowę przystanku osobowego dla mieszkańców Opoczna i powiatu opoczyńskiego, jednakże ostatecznie wybrano lokalizację w stacji Opoczno Południe.
28 lutego 2018 PKP PLK podpisały z konsorcjum firm Budimex i KZA Przedsiębiorstwo Automatyki i Telekomunikacji umowę na modernizację stacji wraz z dostosowaniem jej do prędkości 230 km/h dla pociągów pasażerskich.